# Mattia Battini
Pour les articles homonymes, voir Battini.
Mattia Battini  (parfois orthographié Matia Batini ; Città di Castello, 1666 - Pérouse, 22 août 1727) est un peintre italien de la période rococo actif à Pérouse, en Ombrie à la fin du XVIIe et au début du XVIIIe siècle.

## Biographie
Mattia Batini se forme à Città di Castello et a étudié à Pérouse auprès du peintre Pietro Montanini. Il s'installe à Pérouse, dont il devient citoyen, à la fin du XVIIe siècle, accompagné de sa famille.
Il réalise de nombreux tableaux religieux et décora à fresque quelques édifices religieux.
Il est admis à l'Accademia di Belle Arti del Disegno di Perugia en 1706.

## Œuvres
Citta di Castello
- Coupole de l'église du Gesù et les tympans de l'église des Bénédictins,
- Naissance de la Vierge, Pour la confrérie de la Sainte Trinité.
- Fresques, plafond de l'église de Santa Caterina et de la Madonna di Belvédère.

Pérouse
- Martirio di Sant'Ercolano, Museo dell'Opera del Duomo, Pérouse.
- Gloria dei Santi: San Filippo, Sant’ Agostino e San Giacomo Minore (trois tableaux), église Sant’Agostino, Pérouse,
- Nativité, (attribution) Galerie nationale de l'Ombrie,
- Fresques, monastère de sainte Cathérine, Pérouse.
- Fresques, Castello Bufalini, Pérouse
- Fresques, coupole du Santuario di Mongiovino (1709-1710),
- Fresques, voûte, Oratorio San Agostino, Pérouse,
- Fresque, Sanctuaire du Belvedere, Città di Castello
- Extase de saint Thomas, Basilique San Domenico, Pérouse.